# Elvis Dumervil
Elvis Kool Dumervil (Miami, 19 gennaio 1984) è un ex giocatore di football americano statunitense che ha militato nel ruolo di defensive end nella National Football League (NFL). Fu scelto nel corso del quarto giro (126º assoluto) del Draft NFL 2006 dai Denver Broncos. Al college ha giocato a football all'Università di Louisville.

## Carriera professionistica

### Denver Broncos
Dumervil fu scelto nel corso del quarto giro del Draft 2006 dai Denver Broncos. L'allenatore Mike Shanahan disse di avere in programma di continuare a fare giocare Dumervil nel ruolo di defensive end come al college.

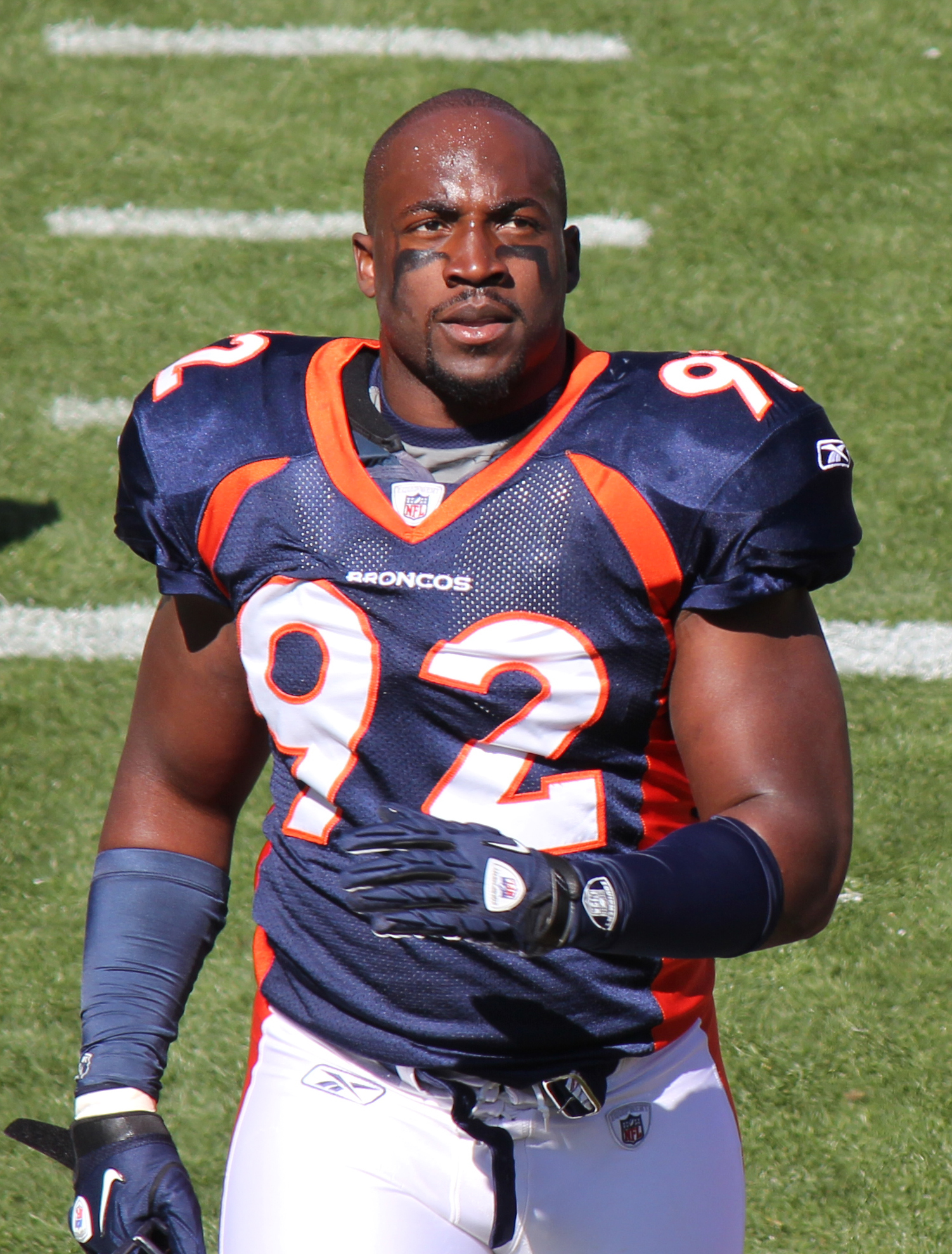
Dumervil coi Broncos nel 2011.

All'inizio della sua stagione da rookie, Dumervil non disputò molti minuti in campo. Ad ogni modo, le sue presenze incrementarono con l'andare della stagione, che terminò con 8,5 sack in 13 gare. Nella prima gara della stagione 2007, mise a segno il primo intercetto della sua carriera. A fine stagione guidò i Broncos con 12,5 sack.
All'inizio della stagione 2009, l'allenatore Josh McDaniels e il coordinatore difensivo Mike Nolan spostarono Dumervil nel ruolo di outside linebacker negli schemi con la difesa 3-4, tenendolo invece come defensive end nella difesa 4-3 nelle situazioni di passaggio. Dumervil a fine stagione guidò la NFL con 17 sack.
Nel luglio 2010, Dumervil firmò un contratto di sei anni del valore di 61,5 milioni di dollari (43,168 milioni dei quali garantiti) per farlo rimanere ai Broncos fino al 2015. Il 4 agosto 2010 però, soffrì un infortunio a un muscolo pettorale durante un allenamento che lo costrinse a saltare l'intera stagione 2010.
Tornato nella stagione 2011, Dumervil mise a segno 42 tackle, 9,5 sack e 1 passaggio deviato. A fine stagione fu votato al 68º posto nella NFL Top 100, l'annuale classifica dei migliori cento giocatori della stagione.
Il 14 luglio 2012, Dumervil fu arrestato con l'accusa di assalto aggravato con un'arma da fuoco mentre si trovava a Miami, Florida.

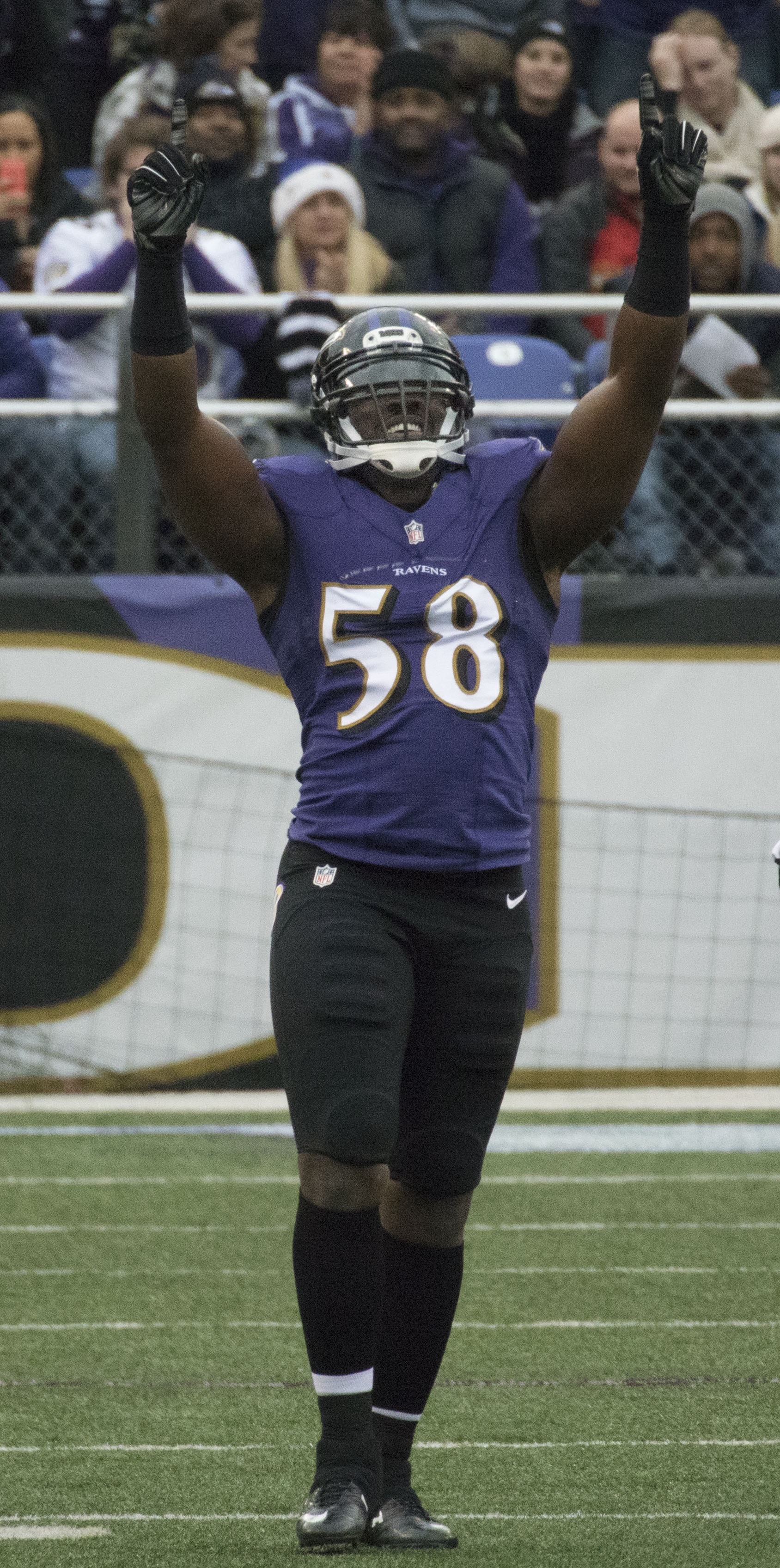
Dumervil nel 2014.

Nella settimana 3 della stagione 2012, Dumervil mise a segno un sack su Matt Schaub nella end zone che causò una safety, portando temporaneamente avanti i Broncos 2-0. Nella settimana successiva i Broncos vinsero facilmente la seconda gara della stagione per 38-6 contro gli Oakland Raiders col giocatore che mise a referto 1,5 sack su Carson Palmer. Nella settimana 6, i Broncos compirono una grossa rimonta contro i San Diego Chargers nel Monday Night Football: in svantaggio 24-0 alla fine del primo tempo, Denver segnò 35 punti, con Dumervil che contribuì con 2 sack su Philip Rivers. Nelle vittorie della settimane 9 e 10 su Bengals e Panthers, mise a referto un sack su Andy Dalton e un altro su Cam Newton. Il numero nove in stagione lo totalizzò invece su Joe Flacco nella nona vittoria consecutiva dei Broncos. Il 23 dicembre i Broncos ottennero la decima vittoria consecutiva battendo i Cleveland Browns con Dumervil che concluse la gara con altri due sack. Tre giorni dopo fu convocato per il terzo Pro Bowl in carriera.
Il 15 marzo 2013, Dumervil fu svincolato dai Broncos.

### Baltimore Ravens
Il 24 marzo 2013, Dumervil acconsentì alla firma di un contratto quinquennale coi Baltimore Ravens per 35 milioni di dollari complessivi. Nella prima gara con la nuova maglia mise a segno un sack su Peyton Manning ma i Ravens furono sconfitti dall'ex squadra di Dumervil, i Broncos, nella settimana 1. Un altro sack lo mise a referto la settimana successiva nella vittoria sui Browns. Con 2,5 nella vittoria della settimana 10 sui Bengals arrivò a quota 8 in stagione. La sua prima stagione nel Maryland si chiuse con 31 tackle e 9,5 sack.
I primi due sack del 2014, Dumervil li fece registrare nella vittoria della seconda settimana sugli Steelers. Con altri due nella vittoria della settimana 4 contro i Falcons arrivò a quota 80 in carriera. Nel quattordicesimo turno, Elvis fece registrare un massimo stagionale di 3,5 sack su Ryan Tannehill nella vittoria esterna sui Dolphins, venendo premiato come miglior difensore della AFC della settimana. La sua stagione si chiuse al terzo posto nella NFL con 17 sack (record di franchigia e primato personale pareggiato), oltre a 37 tackle e 2 fumble forzati, venendo convocato per il quarto Pro Bowl in carriera e inserito nel First-team All-Pro. Il 3 gennaio 2015, i Ravens ottennero la loro prima vittoria nei playoff a Pittsburgh superando gli Steelers vincitori della division per 30-17, con Dumervil che concluse con due sack su Ben Roethlisberger.
Nel 2015, Dumervil mise a segno solamente 6 sack, il suo minimo dal 2008, ma fu comunque convocato per il Pro Bowl al posto di Thomas Davis, impegnato nel Super Bowl 50.

### San Francisco 49ers
Il 5 giugno 2017, Dumervil firmò con i San Francisco 49ers con cui mise a segno 6,5 sack nell'ultima stagione della carriera. Il 30 agosto 2018 annunciò il proprio ritiro, terminando con 105,5 sack.

## Palmarès
- Convocazioni al Pro Bowl: 5

2009, 2011, 2012, 2014, 2015
- First-team All-Pro: 2

2009, 2014
- Difensore della AFC della settimana: 1

14ª del 2014
- Leader della NFL in sack: 1

2009
- Club dei 100 sack

College
- Bronko Nagurski Trophy (2005)
- Ted Hendricks Award (2005)

## Statistiche
| Partite totali      | 162   |
| Partite da titolare | 99    |
| Tackle              | 365   |
| Sack                | 105,5 |
| Intercetti          | 1     |
| Fumble forzati      | 23    |